# Grande Balkhan
Il Grande Balkhan (in russo Большой Балхан, Bol’shoi Balkhan; in turkmeno Uly Balkan dagy) è una catena montuosa del Turkmenistan occidentale, separata dal Piccolo Balkhan e dall'estremità occidentale della catena del Kopet Dag dal letto ormai essiccato del fiume Uzboi. Si estende per circa 70 km di lunghezza; la sua cima più elevata, il monte Arlan (Gora Arlan), culmina a 1880 m.

## Descrizione
Le sponde orientali del mar Caspio si trovano tra i 60 e gli 80 km ad ovest; i contrafforti occidentali della catena si spingono fin quasi alle sue rive. A sud del Grande Balkhan passano ciò che rimane del cosiddetto «canale turkmeno principale» (un progetto di irrigazione sovietico antecedente al canale del Karakum) e la ferrovia transcaspiana. Ancora a sud di questi si ergono le montagne del Kopet Dag.
La catena montuosa è un'anticlinale con un versante rivolto a nord estremamente ripido e un pendio volto a sud che digrada più dolcemente. Il proseguimento occidentale di questa formazione è sepolto sotto i depositi più recenti della depressione caspica. La catena è costituita prevalentemente da calcare e da arenarie giurassiche e cretacee. Le pendici sono in gran parte esposte, specialmente quelle settentrionali, quasi verticali; il lato meridionale, al contrario, è solcato da gole.
Nella regione prevalgono il deserto (fino a 800 m di altezza), il semideserto e la steppa di montagna, con una vegetazione d'alta quota resistente alla siccità e boschetti sparsi di ginepro. Una vegetazione di tipo arbustivo si sviluppa nei crepacci situati all'ombra. Piccole zone di terreno pianeggiante vengono sfruttate per l'aridocoltura. Nei pressi della catena montuosa sono situati i giacimenti petroliferi di Balkanabat.